# Almir Nélson de Almeida
Pour les articles homonymes, voir Almir (prénom).
Almir Nélson de Almeida, né le 2 septembre 1923, à Salvador, au Brésil et décédé le 14 avril 1977, est un ancien joueur brésilien de basket-ball.

## Palmarès
- Finaliste du championnat du monde 1954
- 3e des Jeux panaméricains de 1951 et 1955